# Антонін Бечварж
А́нтонін Бе́чварж (чеськ. Antonín Bečvář; 10 червня 1901 — 10 січня 1965) — чеський метеоролог і астроном.

## Життєпис
Народився в Брандіс-над-Лабою-Стара-Болеславі. Закінчив Карлів університет у Празі. Працював метеорологом на метеостанціях у Високих Татрах. У 1941 році на горі Скалнате-Плесо заснував однойменну обсерваторію, обладнану 24-дюймовим телескопом, і був її директором до 1950 року. На базі цієї обсерваторії згодом створений Астрономічний інститут Чехословацької АН.
Виконав багаторічну серію систематичних спостережень сонячної фотосфери, велику кількість фотографічних і візуальних спостережень комет і метеорів. У 1947 році почав складання атласів зоряного неба, що отримали широке визнання у всьому світі. Ним опубліковано атлас неба з каталогом зір, спектральні атласи екваторіальної зони від +30° до −30° за нахилом і Північної півкулі. Склав також атлас типів хмар, що зустрічаються в гірській місцевості.